# Anne Kimbell
Anne Kimbell (* 28. Juni 1932 in Queen Anne’s County, Maryland; † 16. Mai 2017 in Westcliffe, Colorado) war eine US-amerikanische Schauspielerin.

## Leben
Kimbell begann bereits im Alter von vier Jahren durch Betreiben ihrer Mutter ihre Karriere im Showgeschäft. Mit 12 Jahren wurde sie Mitglied der Screen Actors Guild und wenig später hatte sie ihr Debüt auf der großen Leinwand. Allerdings waren ihre ersten Rollen allesamt kleine Nebenrollen ohne Namensnennung im Abspann. Ihre bekannteste Spielfilmrolle hatte sie 1954 im Science-Fiction-Film Monster from the Ocean Floor. Das günstig produzierte B-Movie war das Debüt Roger Cormans als Filmproduzent; Kimbell spielte die weibliche Hauptrolle. Es folgten einige weitere Filmrollen, unter anderem in The Bob Mathias Story, aber wenige Jahre später war ihre Filmkarriere zu Ende. Nach einigen Fernsehengagements zog Kimbell nach New York City, wo sie sich an Lee Strasbergs The Actors Studio einschrieb. Sie fokussierte sich daraufhin auf das Theater. Bereits 1953 hatte sie an der Seite von Marlon Brando in einer Tourneeproduktion von George Bernard Shaws Helden auf der Bühne gestanden, und 1955 war sie am Broadway zu sehen.
Gegen Ende der 1950er Jahre zog es sie nach Europa, wo sie am Londoner Phoenix Theatre auftrat. In London lernte sie ihren späteren Ehemann kennen, einen Mitarbeiter des US-amerikanischen Auswärtigen Dienstes. Das Paar ließ sich zunächst in der Schweiz und dann in Deutschland nieder, bereiste viele Jahre Afrika, und kehrte in den 1980er Jahren nach Kalifornien zurück. Die Ehe, aus der eine Tochter hervorging, wurde später geschieden. In den 2000er Jahren veröffentlichte Kimbell eine Reihe von Thriller-Romanen.

## Filmografie (Auswahl)
- 1946: Die Ausreißerin (The Runaround)
- 1947: Es begann in Schneiders Opernhaus (Mother Wore Tights)
- 1948: Die Braut des Monats (June Bride)
- 1951: Drei Frauen erobern New York (Two Tickets to Broadway)
- 1951: Romanze mit Hindernissen (On Moonlight Bay)
- 1952: Die lustige Witwe (The Merry Widow)
- 1954: Monster from the Ocean Floor
- 1954: Bomba und der goldene Götze (The Golden Idol)
- 1954: The Bob Mathias Story
- 1958: Girls at Sea

## Broadway
- 1955: The Seven Year Itch